# Chruściki
Chruściki (prononciation : [xruɕˈt͡ɕiki]) est un village polonais de la gmina de Zagórów dans le powiat de Słupca de la voïvodie de Grande-Pologne dans le centre-ouest de la Pologne.
Il se situe à environ 8 kilomètres à l'est de Zagórów (siège de la gmina), à 18 kilomètres au sud-est de Słupca (siège du powiat) et à 79 kilomètres à l'est de Poznań (capitale régionale).
Le village possédait une population de 30 habitants en 2006.

## Histoire
De 1975 à 1998, le village faisait partie du territoire de la voïvodie de Konin.

Depuis 1999, Chruściki est situé dans la voïvodie de Grande-Pologne.